# Campeonato Mundial de Corta-Mato de 2004
O 32º Campeonato Mundial de Corta-Mato foi realizado em 19 e 20 de março de 2004, em Bruxelas, Bélgica. 

## Resultados

### Corrida Longa Masculina

#### Individual
| Medalha | Atleta                      | País    | Tempo     |
| Ouro    | Kenenisa Bekele             | Etiópia | 35:52 min |
| Prata   | Gebre-egziabher Gebremariam | Etiópia | 36:10 min |
| Bronze  | Sileshi Sihine              | Etiópia | 36:11 min |

#### Equipas
| Medalha | Selecção | Marca  |
| Ouro    | Etiópia · Kenenisa Bekele (1º) · Gebre-egziabher Gebremariam (2º) · Sileshi Sihine (3º) · Yibeltal Admassu (8º) | 14 pts |
| Prata   | Quênia · Eliud Kipchoge (4º) · Charles Kamathi (5º) · Wilberforce Talel (10º) · John Cheruiyot Korir (11º)      | 30 pts |
| Bronze  | Eritreia · Zersenay Tadese (6º) · Yonas Kifle (9º) · Tesfayohannes Mesfen (22º) · Samson Kiflemariam (29º)      | 66 pts |

### Corrida Curta Masculina

#### Individual
| Medalha | Atleta                      | País    | Tempo     |
| Ouro    | Kenenisa Bekele             | Etiópia | 11:31 min |
| Prata   | Gebre-egziabher Gebremariam | Etiópia | 11:36 min |
| Bronze  | Maregu Zewdie               | Etiópia | 11:42 min |

#### Equipas
| Medalha | Selecção | Marca  |
| Ouro    | Etiópia · Kenenisa Bekele (1º) · Gebre-egziabher Gebremariam (2º) · Maregu Zewdie (3º) · Dejene Berhanu (11º)                    | 17 pts |
| Prata   | Catar · Abdullah Ahmad Hassan (4º) · Saif Saaeed Shaheen (5º) · Sultan Khamis Zaman (8º) · Abdulaziz Abdelrahman Al-Ameeri (22º) | 39 pts |
| Bronze  | Quênia · Eliud Kirui (6º) · Isaac Kiprono Songok (7º) · Abraham Chebii (19º) · Kiplimo Muneria (20º)                             | 52 pts |

### Corrida Júnior Masculina

#### Individual
| Medalha | Atleta                    | País    | Tempo     |
| Ouro    | Meba Tadesse              | Etiópia | 24:01 min |
| Prata   | Boniface Kiprop Toroitich | Uganda  | 24:03 min |
| Bronze  | Ernest Kimeli             | Quênia  | 24:16 min |

#### Equipas
| Medalha | Selecção | Marca  |
| Ouro    | Quênia   | 20 pts |
| Prata   | Etiópia  | 25 pts |
| Bronze  | Uganda   | 33 pts |

### Corrida Longa Feminina

#### Individual
| Medalha | Atleta           | País      | Tempo     |
| Ouro    | Benita Johnson   | Austrália | 27:17 min |
| Prata   | Ejegayehu Dibaba | Etiópia   | 27:29 min |
| Bronze  | Werknesh Kidane  | Etiópia   | 27:34 min |

#### Equipas
| Medalha | Selecção                                                                                             | Marca  |
| Ouro    | Etiópia · Ejegayehu Dibaba (2ª) · Werknesh Kidane (3ª) · Teyba Erkesso (5ª) · Derartu Tulu (16ª)     | 26 pts |
| Prata   | Quênia · Alice Timbilili (4ª) · Eunice Jepkoriri (7ª) · Fridah Domongole (9ª) · Sally Barsosio (10ª) | 30 pts |
| Bronze  | Reino Unido · Kathy Butler (11ª) · Liz Yelling (13ª) · Louise Damen (22ª) · Natalie Harvey (28ª)     | 74 pts |

### Corrida Curta Feminina

#### Individual
| Medalha | Atleta          | País    | Tempo     |
| Ouro    | Edith Masai     | Quênia  | 13:07 min |
| Prata   | Tirunesh Dibaba | Etiópia | 13:09 min |
| Bronze  | Teyba Erkesso   | Etiópia | 13:11 min |

#### Equipas
| Medalha | Selecção                                                                                              | Marca  |
| Ouro    | Etiópia · Tirunesh Dibaba (2ª) · Teyba Erkesso (3ª) · Werknesh Kidane (4ª) · Ejegayehu Dibaba (10ª)   | 19 pts |
| Prata   | Quênia · Edith Masai (1ª) · Isabella Ochichi (5ª) · Peninah Jepchumba (7ª) · Vivian Cheruiyot (8ª)    | 21 pts |
| Bronze  | Canadá · Émilie Mondor (13ª) · Carmen Douma-Hussar (17ª) · Malindi Elmore (22ª) · Tina Connelly (35ª) | 87 pts |

### Corrida Júnior Feminina

#### Individual
| Medalha | Atleta           | País    | Tempo     |
| Ouro    | Meselech Melkamu | Etiópia | 20:48 min |
| Prata   | Aziza Aliyu      | Etiópia | 20:53 min |
| Bronze  | Mestawat Tadesse | Etiópia | 20:56 min |

#### Equipas
| Medalha | Selecção | Marca  |
| Ouro    | Etiópia  | 10 pts |
| Prata   | Quênia   | 36 pts |
| Bronze  | Japão    | 67 pts |